# Stone cold
Stone cold är en amerikansk actionfilm från 1991 med bland andra Brian Bosworth, Lance Henriksen och William Forsythe.

## Handling
Joe Huff (Brian Bosworth) är en polis med en kaxig attityd som sett till att han blivit suspenderad i tre veckor från polistjänsten. När motorcykelgänget "The Brotherhood" - med den hänsynslöse ledaren Chains Cooper (Lance Henriksen) - börjar göra knarkaffärer med maffian samt mördar en domare i Domstolen måste FBI göra något drastiskt. De utpressar Joe Huff genom att hota att öka suspensionen med sex månader om han inte infiltrerar motorcykelgänget och skaffar bevis som kan fälla de inblandade i The Brotherhood. Joe Huff går således in förklädd som John Stone, en nyligen frigiven man som letar efter medlemskap i ett motorcykelgäng.